# چوکیانانتا
چوکیانانتا (به اسپانیایی: Chuquiananta) یک کوه در پرو است که در منطقه موکگوا واقع شده‌است. چوکیانانتا ۵٬۳۰۰ متر بالاتر از سطح دریا واقع شده‌است.